# Projektledelse
Projektledelse er ansvaret, rollen og opgaven med at planlægge, organisere og styre en afsat mængde ressourcer frem mod et fastlagt mål og formål – se projektmål. Som fagområde trækker projektledelse på elementer fra både styring og ledelse. Det ligger i projekters natur, at de skaber forandringer, hvorfor projektledelse som regel også vil være tæt forbundet med forandringsledelse og kommunikation. Som med ledelse er der også med projektledelse usikkerhed om, hvorvidt det er nødvendigt at have ekspertise om det tekniske/faglige område, man (projekt)leder.
Der er mange definitioner på et projekt; men som regel defineres projekter som rettede mod et fastlagt mål og som tidsbegrænsede, med begrænset budget og begrænsede mængder af ressourceindsats (mennesker, penge osv.). Hertil nævnes ofte, at projekter er unikke (i modsætning til drift, hvor man har prøvet før), komplekse og med behov for mange kompetencer og dermed ofte for tværorganisatorisk samarbejde.
Uanset definitionen er projekter et valg. Et valg om at gøre en særlig omtanke og planlægningsindsats for at løse den givne udfordring. Omtanken og planlægningsindsatsen kommer til udtryk i en række discipliner, som tilsammen udgør fagområdet projektledelse.

## Projektledelses historie
De første deciderede projektledelses-værktøjer blev udviklet omkring afslutningen af 2. verdenskrig og i starten af den kolde krig. Især det amerikanske forsvarsministerium (Department of Defense) og senere NASA spillede en vigtig rolle i fagets tidlige udvikling. Det amerikanske forsvarsministerium havde brug for værktøjer til at styre meget komplekse udviklingsprocesser, som involverede mange leverandører. Det amerikanske forsvarsministerium udviklede bl.a. metoden PERT (Program Evaluation and Review Technique) til at analysere og beskrive processerne i et projekt, og hvordan disse relaterer til hinanden.
Senere spredtes projektledelse som disciplin via militærindustrien til hele industrien og herefter stort set til alle dele af det professionelle samfund. Især konsulenter har siden 80’erne være med til at udbrede viden om projektledelse til nye områder.
I Europa stiftes IPMA, International Project Management Association omkring 1965 som interesseorganisation for projektledere i Europa. IPMA er en paraply-organisation for projektleder-foreninger i europæiske lande. Ud over at bidrage til projektlederes kompetenceudvikling afholder foreningen også eksaminer og tildeler certifikater i projektledelse.
I Danmark hedder foreningen Dansk Projektledelse.
I USA blev foreningen PMI, Project Management Institute oprettet i 1969 som en international interesseorganisation for projektledere. PMI udviklede en af de første standarder for projektledelse i form af foreningens publikation PMBOK, Project Management Book Of Knowledge (p.t. i version Fourth Edition, 2009). PMI og PMBOK fik i de kommende år stærk indflydelse på bl.a. ISO's guides om projektledelse. Ud over at bidrage til projektlederes kompetenceudvikling afholder foreningen også eksaminer og tildeler certifikater i projektledelse. I Danmark hedder den nationale afdeling Copenhagen Denmark Chapter.
I perioden frem til 2012 har ISO udviklet en egentlig standard for projektledelse, kaldet ISO 21500 Guidance on project management.

## Fremgangsmåder i projektledelse
For at komme fra start til slut i et projekt anvendes forskellige fremgangsmåder eller filosofier. Fremgangsmåderne kaldes under et for projektmodeller. Afhængig af projektets karakter og udfordringer kan der vælges en passende projektmodel. Er projektet forudsigeligt og gennemskueligt kan klassiske trin-for-trin projektmodeller anvendes. Er projektet uforudsigeligt og uigennemskueligt bør såkaldte iterative projektmodeller anvendes. Nyere projektmodeller er mere smidige eller agile end de mere stive klassiske modeller.

## Vigtige værktøjer i projektledelse er
- Måldefinition omfattende især projektets Formål, Succeskriterier, Leverancer og Acceptkriterier
- Tidsstyring omfattende især Nedbrydning, Milepælsplanlægning, Estimering, Aktivites- og Tidsplanlægning og Ressourceplanlægning
- Kvalitetsstyring omfattende især Kvalitetsvurderingsmetoder og Kvalitetskontrol
- Økonomistyring omfattende især Budgettering og Regnskabsopgørelse
- Risikostyring omfattende især Risikoidentifikation, Risikovurdering, Handlinger til håndtering af risici og Risikoovervågning
- Anskaffelsesstyring omfattende især Leverandørvalg, Aftaleindgåelse og Kontraktovervågning
- Medarbejderstyring omfattende især Behovsopgørelser, Udvælgelse, Indslusning og Teambuilding
- Kommunikationsstyring omfattende især Kommunikationsplanlægning og Gennemførelse
- Interessentstyring omfattende især Identifikation af interessenter, Analyse af interessenter og Valg af interventioner for interessenter

## Projektplanlægningsmodeller og -aktiviteter
- Arbejdsnedbrydningsstruktur (eng. Work breakdown structure)
- Ressourcenedbrydningsstruktur (eng. Resource breakdown structure)
- Organisationsnedbrydningsstruktur (eng. Organization breakdown structure)
- Gantt-skema – projektplan (vandfaldsmodellen)
- Pert-skema – projektplan
- S-kurve – økonomisk planlægningsbillede til oversigt over fremdrift
- Monte carlo-simulering – analyse af projektvarighed og økonomi
- Risikovurdering
- Dokumentstyringssystem – til håndtering af projektets dokumenter
- Grænsefladeundersøgelse
- Investeringskalkulation
- Interessentundersøgelse
- Fastsættelse af projektmål